# Супербратья Марио (фильм)
«Супербратья Марио» (англ. Super Mario Bros.) — кинофильм, снятый по мотивам компьютерных игр с участием персонажей Марио и Луиджи. Название фильма заимствовано из видеоигры 1985 года Super Mario Bros. Сюжет фильма, за исключением ключевых персонажей, их имён и событий, полностью оригинален и на сюжете игры не основывается. Внесён в Книгу рекордов Гиннесса как первый художественный фильм, основанный на видеоигре. Несмотря на то, что фильм приобрёл культовый статус и в 1994-м году был номинирован на две премии «Сатурн» в категориях «Лучший грим» и «Лучшие костюмы», он с треском провалился в прокате и был полностью разгромлен критикой, а Боб Хоскинс заявил, что это была худшая работа в его карьере.

## Сюжет
Два брата-водопроводчика из Бруклина, итало-американцы Ма́рио Ма́рио и Луи́джи Ма́рио, случайно обнаруживают проход в параллельный мир. Это подземный город — Динохэттен, населенный людьми-ящерицами, прямыми потомками динозавров. В городе правит жестокий диктатор Купа, который жаждет проникнуть на Землю и захватить её. Секретным оружием Купы является деэволюционное ружьё, выстрел из которого поворачивает вспять процесс эволюции, превращая поражённый субъект в низшую форму жизни (например, человека в обезьяну). Законного короля страны Купа с помощью этого оружия превратил в разумный грибок, и тот в отместку покрыл собой всё королевство.
Ключ к победе хранится в осколке хрустального метеорита, который как драгоценный амулет носит на шее прекрасная юная принцесса Дейзи. Спасая принцессу, «супербратья» Марио должны заодно спасти и человеческую цивилизацию.

## В ролях
| Актёр             | Роль                                              |
| ----------------- | ------------------------------------------------- |
| Боб Хоскинс       | Марио                                             |
| Джон Легуизамо    | Луиджи                                            |
| Деннис Хоппер     | Боузер Купа                                       |
| Саманта Мэтис     | Дейзи                                             |
| Фишер Стивенс     | Игги                                              |
| Ричард Эдсон      | Спайк                                             |
| Фиона Шоу         | Лена                                              |
| Моджо Никсон      | Тоад                                              |
| Дана Камински     | Даниэлла                                          |
| Франческа Робертс | Большая Берта                                     |
| Джанни Руссо      | Энтони Скапелли                                   |
| Лэнс Хенриксен    | король                                            |
| Фрэнк Уэлкер      | Йоши / Гумба (остальные голоса животных; озвучка) |
| Дэн Кастелланета  | рассказчик                                        |

## Съёмки
- Город людей-ящериц был выстроен на заброшенном цементном заводе в лесу недалеко от г. Уилмингтон (штат Северная Каролина).
- В течение всей картины обитатели параллельного мира ни разу не обращались к братьям Марио по их именам, только лишь «водопроводчики», «млекопитающие» или «обезьяны». Сам Марио также ни разу не назвал принцессу Дейзи по имени
- В самом начале фильма играет оригинальный саундтрек из игры. Звуки, издаваемые компьютерами, также взяты из игры. Они означают, что Марио взял дополнительную жизнь. Снаряды для реактивных ботинок выглядят как Пуля Билл из игры. Динозаврик Йоши, как и в игре, умеет «стрелять» языком.
- В конце фильма появляется принцесса Дейзи в обгорелом виде, намекая на продолжение картины, однако вторая часть так и осталась на уровне фантазий автора. Сценаристы Паркер Беннетт и Терри Рантэ признались, что эту финальную сцену они придумали исключительно под впечатлением фильма «Назад в будущее» и чтобы дать зрителю понять, что романтическая линия между Дейзи и Луиджи будет доведена до конца. Однако сам сюжет второй части, как и угроза, из-за которой Дейзи зовёт братьев, ими никогда продумана не была.
- Хотя Боб Хоскинс считал этот фильм самым худшим в своей карьере, его сыну Джеку фильм очень понравился (сам Хоскинс только от сына узнал, что фильм основан на видеоигре). Однако, спустя годы Джек Хоскинс на фанатском сайте фильма всё же пояснил, что был тогда слишком мал, чтобы заметить плохую игру и непроработанный сюжет.

## Саундтрек
1. «Almost Unreal» — Roxette
2. «Love Is the Drug» — Divinyls (кавер-версия песни Roxy Music)
3. «Walk the Dinosaur» — The Goombas (кавер-версия песни Was (Not Was))
4. «I Would Stop the World» — Charles and Eddie
5. «I Want You» — Marky Mark
6. «Where Are You Going?» — Extreme
7. «Speed of Light» — Joe Satriani
8. «Breakpoint» — Megadeth
9. «Tie Your Mother Down» — Queen
10. «Cantaloop (Flip Fantasia)» — Us3
11. «Don’t Slip Away» — Tracie Spencer
12. «2 Cinnamon Street» — Roxette
13. «Somewhere My Love» — Frankie Yankovich